# 히로시마 고속 교통 히로시마 신교통 1호선
히로시마 신교통 1호선(広島新交通1号線)은 히로시마현 히로시마시 나카구의 혼도리 역으로부터 아사미나미구의 고이키코엔마에 역에 이르는 히로시마 고속 교통의 신교통 시스템 노선이다. 애칭은 아스트램 라인으로, 일본어의 「내일」에 영어의 「트램」(노면 전차)이라고 하는 의미로부터 붙여졌다. 시민에게서는 '아스트램','아톰'이라고 하는 애칭으로 사랑받고 있다.

## 개요
1994년에 개최된 「히로시마 아시아 게임」의 개최로서 히로시마 광역 공원에 만들어진 경기장인 히로시마 빅 아치에의 액세스 노선. 또, 히로시마시 서부의 아사미나미 구에 퍼지는 주택지로부터 시 중심부에의 통근·통학노선으로도 되고 있다.
혼도리 - 죠호쿠 사이는 지하선이다. 이 중 혼도리 - 현청 앞 사이는철도 사업법에 근거하는 철도 구간에서,지하철으로서 보조금을 받아 건설되어 국토교통성의 통계 자료에서도 지하철로서 다루어지고 있다. 또한 안내 궤도식 철도에 의한 지하철은 일본에서 삿포로 시영 지하철만으로, 측방 안내 궤도식을 채용하고 있는 지하철로서는 일본에서 유일하다. 현청 앞 - 광역 공원 앞간은 궤도법에 근거하는 궤도 구간이다.
혼도리 - 나카스지 사이는 국도 54호, 나카스지 - 오바라 사이는 히로시마 현도 38호 히로시마 도요히라 선, 오바라 - 도모주오 사이는 히로시마 현도 265호 도모히로시마 선, 도모주오 - 광역 공원 앞간은 히로시마 현도 71호 히로시마 유키 선에 따라서 달린다.
히로시마 현내 뿐만 아니라, 주고쿠 지방에서 처음 자동 개찰기가 도입된 노선이기도 하다.

## 운행 형태
혼도리 - 광역 공원 앞간의 열차를 중심으로 혼도리 - 초라구지 사이의 구간 운전 열차, 평일 아침에는 오마치 역 직행 열차가 운행되고 있다.
2006년 현재, 평소 전구간 10분 간격으로, 토요일 휴일은 초라구지 직행의 설정이 있어 20분 간격이 되는 시간대가 있다. 아침 출근시(평일)는 광역 공원 앞→혼도리는 6 - 8분간격이지만, 초라구지로부터의 출고편·직행편, 오마치에서의 회차편의 설정에 의해 오마치 이남은 피크에서는 2 - 3분 간격으로 운전된다. 저녁 퇴근시(평일)는 6 - 8분 간격으로 하행은 모두 광역 공원 앞, 상행은 초라구지로부터의 출고편이 일부 들어간다.
덧붙여 운전 기사는 상하 열차와도 초라쿠지에서 교대를 한다. 그 때문에 초라쿠지에서는 다른 역보다 정차 시간이 길다.

### 급행열차
1999년 3월 20일부터 혼도리 - 광역 공원 앞간에 일본의 신교통 시스템으로서는 희소인 급행 열차가 운행되고 있었지만, 운행 취급이 번잡이 되는 것이나 히로시마 도시 고속도로 4호선 경유의 도심 직통 버스등과의 경합에 의한 이용자 감소도 있어, 2004년 3월 20일의 개정으로 폐지되었다.
2000년 3월 20일부터는 일부 열차가 오마치에서 완급 결합(급행에 선행해 오마치 행 보통 열차를 설정해, 절반선에 끌어올린 후에 급행을 대피해 재차 홈에 고정시켜 속행의 오마치 시발 보통 열차로서 운전하는 형태로 실시)을 하는 등 편리성 향상책도 계획했지만, 시스템 규격상의 최고속도가 65km/h에 억제되어 있는 것부터 속달성으로 불충분한 면도 있어 정착하지 않았다.
덧붙여 폐지 직전의 2004년 시점에서 평일에 1왕복만의 운행이며, 혼도리·현청 앞·오마치·가미야스·초라쿠지·오두카·광역 공원 앞의 각 역에 정차했다.

## 역사
히로시마 시 혼도리 역으로부터 전선의 거의 중간에 있는 초라구지 역까지는 히로시마 시 교외의 주택지와 시내 중심부를 묶는 궤도계 노선으로서 아시아 대회유치 구상 이전부터 계획되어 건설된 구간이다. 초라구지 역에서 광역 공원 앞 역까지는 「히로시마 아시아 게임」의 경기장 히로시마 빅 아치에의 액세스 노선으로서 건설되었다. 또,산프렛체 히로시마의 히로시마 빅 아치에서의 시합 개최시는 시합 개시와 종료시각에 맞추어 임시 열차가 운행된다.
- 1989년 2월 28일 기공식·공사 착공
- 1991년 3월 14일 건설 중인 가미야스 역 부근에서 사고. 15명 사망·8명 부상
- 1994년 7월 15일 개통 검사 종료
- 1994년 8월 20일 혼도리 - 고이키고엔 앞간이 개통

## 역 목록
- 전노선이 히로시마시안에 소재.

| 역 번호  | 역명                                                       | 일어 역명                                              | 로마자 역명                                                                        | 영업 거리 (km) | 접속 노선                  | 소재지                                          |
| -------- | ---------------------------------------------------------- | ------------------------------------------------------ | ---------------------------------------------------------------------------------- | -------------- | -------------------------- | ----------------------------------------------- |
| AT-01    | 혼도리                                                     | 本 通                                                  | Hondōri                                                                            | 0.0            | UN 히로시마 전철 우지나 선 | 나카구                                          |
| AT-02    | 겐초마에                                                   | 県 庁 前                                               | Kenchō-Mae                                                                         | 0.3            | MR 히로시마 전철 본선      | 나카구                                          |
| AT-03    | 조호쿠                                                     | 城 北                                                  | Jōhoku                                                                             | 1.4            |                            | 나카구                                          |
| AT-04    | 신하쿠시마                                                 | 新 白 島                                               | Shin-Hakushima                                                                     | 1.7            | 서일본 여객철도 산요 본선  | 나카구                                          |
| AT-05    | 하쿠시마 (야스다 여자 중학고교 앞)                         | 白 島 (安田女子中学高校前)                             | Hakushima (Yasuda Women's Middle High School-Mae)                                  | 2.1            |                            | 나카구                                          |
| AT-06    | 우시타 (히로신 빅 웨이브 · 히로시마시 종합 옥내 수영장 앞) | 牛 田 (ひろしんビッグウェーブ・広島市総合屋内プール前) | Ushita (Hiroshin Big Wave · Hiroshima City Comprehensive Indoor Swimming Pool-Mae) | 2.9            | 히가시구                   |                                                 |
| AT-07    | 후도인마에 (히지야마 대학 앞)                              | 不動院前 (比治山大学前)                                | Fudōin-Mae (Hijiyama University-Mae)                                               | 4.0            | 히가시구                   |                                                 |
| AT-08    | 기온신바시키타                                             | 祇園新橋北                                             | Gion-Shinbashi-Kita                                                                | 5.0            | 아사미나미구               |                                                 |
| AT-09    | 니시하라                                                   | 西 原                                                  | Nishihara                                                                          | 6.0            | 아사미나미구               |                                                 |
| AT-10    | 나카스지                                                   | 中 筋                                                  | Nakasuji                                                                           | 7.0            | 아사미나미구               |                                                 |
| AT-11    | 후루이치 (나카스)                                          | 古 市 (中須)                                           | Furuichi (Nakasu)                                                                  | 7.8            | 아사미나미구               |                                                 |
| AT-12    | 오마치                                                     | 大 町                                                  | Ōmachi                                                                             | 8.4            | 아사미나미구               | 서일본 여객철도 가베 선                         |
| AT-13    | 비샤몬다이                                                 | 毘沙門台                                               | Bishamondai                                                                        | 9.6            | 아사미나미구               |                                                 |
| AT-14    | 야스히가시 (야스다 여자 대학 앞)                           | 安 東 (安田女子大学前)                                 | Yasuhigashi (Yasuda Women's University-Mae)                                        | 10.6           | 아사미나미구               |                                                 |
| AT-15    | 가미야스 (동물 공원 입구)                                  | 上 安 (動物公園口)                                     | Kamiyasu (Zoological Park Entrance)                                                | 11.4           | 아사미나미구               |                                                 |
| AT-16    | 다카도리                                                   | 高 取                                                  | Takatori                                                                           | 12.0           | 아사미나미구               |                                                 |
| AT-17    | 조라쿠지 (누마지 교통 과학관 · 누마지 병원 앞)             | 長 楽 寺 (ヌマジ交通ミュージアム・沼地病院前)          | Chōrakuji (Numaji Transportation Museum · Numaji Hospital-Mae)                     | 12.7           | 아사미나미구               |                                                 |
| AT-18    | 도모 (고료 학원 앞)                                        | 伴 (広陵学園前)                                        | Tomo (Koryo Academy-Mae)                                                           | 13.9           | 아사미나미구               |                                                 |
| AT-19    | 오바라                                                     | 大 原                                                  | Ōbara                                                                              | 14.9           | 아사미나미구               |                                                 |
| AT-20    | 도모추오                                                   | 伴 中 央                                               | Tomo-Chūō                                                                          | 16.0           | 아사미나미구               |                                                 |
| AT-21    | 오즈카 (시립 대학 입구)                                    | 大 塚 (市立大学口)                                     | Ōzuka (City University Entrance)                                                   | 17.6           | 아사미나미구               |                                                 |
| AT-22    | 고이키코엔마에 (슈도 대학 앞)                              | 広域公園前 (修道大学前)                                | Kōiki-Kōen-Mae (Shudo University-Mae)                                              | 18.4           | 아사미나미구               |                                                 |
| 계획구간 |                                                            |                                                        |                                                                                    |                |                            |                                                 |
| AT-23    | 사쓰키가오카1                                              | 五月が丘1                                              | Satsukigaoka1                                                                      | ?              |                            | 사에키구                                        |
| AT-24    | 사쓰키가오카2                                              | 五月が丘2                                              | Satsukigaoka2                                                                      | ?              |                            | 사에키구                                        |
| AT-25    | 이시우치히가시                                             | 石 内 東                                               | Ishiuchihigashi                                                                    | ?              |                            | 사에키구                                        |
| AT-26    | 고이우에                                                   | 己 斐 上                                               | Koiue                                                                              | ?              | 니시구                     |                                                 |
| AT-27    | 고이나카                                                   | 己 斐 中                                               | Koinaka                                                                            | ?              | 니시구                     |                                                 |
| AT-28    | 니시히로시마                                               | 西 広 島                                               | Nishi-Hiroshima                                                                    | 25.5           | 니시구                     | 서일본 여객철도 산요 본선 MR 히로시마 전철 본선 |

## 그 외
- 지상 구간의 고이키고엔 앞 - 후루이치간과 나카스지 - 하쿠시마간에서는 역의 외관·구조가 약간 다르다. 나카스지 - 하쿠시마간에서는 홈의 구석에 계단·에스컬레이터가 설치되어 있는 데 비해 고이키고엔 앞 - 후루이치간에서는 홈의 중간에 계단·에스컬레이터가 설치되어 있다(개찰과 홈이 같은층에 있는 비샤몬다이 역은 제외).
- 히로시마현외로부터의 전입자 등으로, 이 노선을 「모노레일」이라고 부르는 사람도 드물게 있지만, 히로시마 신교통 1호선에서 채용되고 있는 것은 AGT로, 모노레일과는 다르다.

## 같이 보기
- 신교통 시스템
- 히로시마 고속 교통 주식회사 히로시마 신교통 1호선 아스트램 라인(일본어)